# Carl Ludvig Mangeot
Carl Ludvig Mangeot, född 1777, död 1846, var en svensk gördelmakare och ciselör.
Mangeot anlitades ofta av Karl XIV Johan. Han har bland annat tillverkat beslag i brännförgylld brons till porfyrföremål. Carl Ludvig Mangeot bedrev även import av franska bronser.